# Cilunculus crinitus
Cilunculus crinitus är en havsspindelart som beskrevs av Stock, J.H. 1991. Cilunculus crinitus ingår i släktet Cilunculus och familjen Ammotheidae. Inga underarter finns listade i Catalogue of Life.